# Matías Cortese
Cortese (Mendoza, 1 de octubre de 1985) es un exjugador de rugby argentino, que actualmente esta como entrenador en el club liceo rugby club, en la liga ARUSA. Cortese es un jugador que juega en la posición de Talonador.

## Carrera

### Clubes
Cortese se unió a Northampton Saints de la Aviva Premiership] para la temporada 2006/07 en un contrato de dos años. Después del fin de su contrato, Cortese marchó al Top 14 francés jugando para Biarritz Olympique y Bayona , después de su experiencia francesa decidió fichar por Pampas XV donde ganaron la Vodacom Cup 2011 ante Blue Bulls por 14-9
El 24 de mayo de 2011, Cortese fue firmado por el Gloucester Rugby para la temporada 2011/12 tras una seguidilla de lesiones, junio de 2012, tras su liberación de Gloucester, que firmó para el club francés US Colomiers de la Pro D2 Donde vuelve a tener una lesión cervical que lo deja inactivo casi toda la sesión. Una vez acabada la temporada Cortese hizo otra vez las maletas para volver a Argentina, primero con Liceo rugby su club natal y después con Pampas XV donde se proclama campeón de la Pacific Cup ante Fiyi Warriors por el tanteador de 17-9
A partir de ese año Cortese logra lo que sería su mayor gesta, el llamado para su seleccionado Argentina lOS Pumas, haciendo su tercera aparición contra el equipo que enfrentó por última vez en Santa fe 2007 Irlanda, posterior a eso jugó el 4 Naciones enfrentando All Blacks , Australia, y Sudáfrica. Una vez terminado el torneo nuevamente es convocado para jugar por Ventana de Otoño en Europa frente a Escocia, Italia y Francia donde Los Pumas logran 2 victorias.
A fines del 2014 es llamado para integrar el Club de RCT, hasta mediados del 2015 donde decide devolver a su país a integrar el Seleccionado Nacional.
Juega Sudamericano partidos contra USA, BARBARIANS FRANCESES y posteriormente queda des-afectado del Mundial de rugby 2015. 
Actualmente se desarrolla como entrenador en Chile para el club Cobs and Cogs donde también se desempeñó como director deportivo de Arusa y colaborador para entrenar a los forwards de Feruchi.

### Selección
Matias Cortese hizo su debut internacional en 2005, entrando de suplente, contra Samoa en un amistoso internacional donde perdieron por el resultado de  12-28. Su última aparición después de 17 partidos internacionales fue contra Barbarians Franceses en 2015.

### Palmarés y distinciones notables
- Campeón de la Vodacom Cup 2011 (Pampas XV)
- Campeón de la Pacific Cup 2015 (Pampas XV)
- Campeón de Top 14 Francia, Rct temporada 2014/15